# Ustirama
Ustirama es un pueblo ubicado en el municipio de Prozor-Rama, Bosnia y Herzegovina.

## Demografía
Según el censo de 2013, su población era de 377 habitantes.
| Etnicidad | Número | Porcentaje |
| --------- | ------ | ---------- |
| Croatas   | 371    | 98.4%      |
| Bosniaks  | 6      | 1.6%       |
| Total     | 377    | 100%       |